# Legacy of Kings
Legacy of Kings (engl. für: „Vermächtnis von Königen“) ist das zweite Studioalbum der schwedischen Power-Metal-Band Hammerfall. Es erschien 1998 und schaffte es bis auf Platz 15 der deutschen Albumcharts. Das Lied Heeding the Call wurde auch als Single veröffentlicht.

## Entstehung
Alle Songs wurden von Oscar Dronjak, Joacim Cans und Jesper Strömblad (dem ehemaligen Schlagzeuger der Band) zusammen geschrieben. Ausnahmen bilden At the End of the Rainbow, das von Dronjak und Cans zusammen mit Andy Mück geschrieben wurde, die Pretty-Maids-Coverversion Back to Back, sowie Stronger Than All, das von Oscar Dronjak allein stammt.
Das Album wurde in 45 Tagen im Studio aufgenommen und war von der Qualität der Produktion zwar über der des Debütalbums, aber für Cans noch nicht zufriedenstellend. Er ist der Meinung, dass besonders die Backing-Vocals nicht genügend zur Geltung kamen.
Wie auch schon auf dem Vorgängeralbum wirkten auch bei Legacy of Kings wieder etliche Künstler außerhalb der Band mit. So übernahm beispielsweise William J. Tsamis (Warlord) den Part der Leadgitarre bei At the End of the Rainbow. Als Hintergrundsänger traten The Jericho Brothers, Ronny Milianovic, Peter Taxén und Per Cederwall auf.

## Titelliste
1. Heeding the Call (Oscar Dronjak, Joacim Cans, Jesper Strömblad) – 4:30
2. Legacy of Kings (Oscar Dronjak, Joacim Cans, Jesper Strömblad) – 4:13
3. Let the Hammer Fall (Oscar Dronjak, Joacim Cans, Jesper Strömblad) – 4:16
4. Dreamland (Oscar Dronjak, Joacim Cans, Jesper Strömblad) – 5:42
5. Remember Yesterday (Oscar Dronjak, Joacim Cans, Jesper Strömblad) – 5:04
6. At the End of the Rainbow (Oscar Dronjak, Joacim Cans, Jesper Strömblad) – 4:05
7. Back to Back (Ken Hammer, Alan Owen, Ronnie Atkins) – 3:39 (Originalinterpret: Pretty Maids)
8. Stronger Than All (Oscar Dronjak) – 4:29
9. Warriors of Faith (Oscar Dronjak, Joacim Cans, Jesper Strömblad) – 4:45
10. The Fallen One (Oscar Dronjak, Joacim Cans, Jesper Strömblad) – 4:23

## Trivia
Der Song At the End of the Rainbow wurde ursprünglich von der befreundeten Band Stormwitch geschrieben und war für den Nachfolger des Albums Shogun geplant, jedoch zerfiel die Band während des Entstehungsprozesses. Daraufhin bot Andreas Mück, der Sänger von Stormwitch, Hammerfall einige Songs des geplanten Albums an, von denen At the End of the Rainbow letztendlich aufgenommen und veröffentlicht wurde.